# 쇠데르만란드주
쇠데르만란드주(스웨덴어: Södermanlands län)는 스웨덴 남동부 연안에 위치한 주로 주도는 뉘셰핑이며 면적은 6,061km2, 인구는 270,981명(2011년 기준)이다. 남쪽으로는 외스테르예틀란드주, 서쪽으로는 외레브로주, 북쪽으로는 베스트만란드주, 북동쪽으로는 웁살라주, 동쪽으로는 스톡홀름주와 접하며 남동쪽으로는 발트해와 접한다.

## 자치시

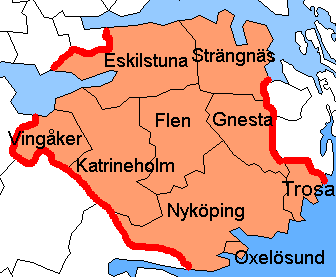
쇠데르만란드 주의 자치시

쇠데르만란드주는 9개 자치시로 구성되어 있다.
- 에스킬스투나시 (Eskilstuna)
- 플렌시 (Flen)
- 그네스타시 (Gnesta)
- 카트리네홀름시 (Katrineholm)
- 뉘셰핑시 (Nyköping)
- 옥셀뢰순드시 (Oxelösund)
- 스트렝네스시 (Strängnäs)
- 트로사시 (Trosa)
- 빙코케르시 (Vingåker)